# Spaakonens Datter
Spaakonens Datter er en dansk stum romantisk dramafilm fra 1911 produceret af Nordisk Films Kompagni og instrueret af August Blom efter manuskript af Lars Svenné Langkjær.
Filmen blev i tysktalende lande distribueret som Dunkle Existenzen

## Handling
Konsul Fastings datter, Ellinor, er forlovet med grosserer Helvig. Ellinor opdager imidlertid et billede af en anden kvinde i Helvigs lomme med en lidt for venlig dedikation. Grådkvalt bliver Ellinor af Bertha opfordret til at opsøge en spåkone, der vil kunne fortælle Ellinor mere om den anden kvinde. Bertha er dog i ledtog med spåkonen, og hun sætter spåkonen ind i sagen, inden Ellinor opsøger hende. Den logerende kunstmaler Steffen er ved at male spåkonens datter, Agnes, som han er forelsket i. Agnes slår dog Steffens tilnærmelser bort, og går på arbejde. På vej til arbejde møder hun Berthas skumle  bror, Viktor, der bliver interesseret i Agnes og som følger efter hende. Men også en flot udseende mand har et godt øje til Agnes. Da Agnes har fri, følger den flotte mand efter hende. På en øde sti tiltaler han hende lige i det den skumle Victor springer frem for hende, og Agnes søger beskyttelse hos den flotte mand, som er Helvig, Ellinors forlovede. Agnes spadserer hjem med Helvig, der går med ind på hendes værelse, hvilket dog er for meget for Agnes, der løber ind til sin mor med Helvig i hælene. Og da Helvig træder ind i spåkonens stue, står han overfor Ellinor. Ellinor tager sin forlovelsesring af sin finger, smider den på bordet og forlader stuen uden et ord. Spåkonen stjæler ringen, i hvad hun tror er et ubevogtet øjeblik. Helvig har dog set tyveriet, og han går til politistationen og anmelder spåkonens tyveri. 
Viktor får Bertha til at lokke Agnes med til bal i en dansesalon, hvor Viktor og Berthas kæreste, Thorvald, planlægger at komme. Da de ankommer, ser Bertha sin kæreste i festligt lag med en anden kvinde, og de to kvinder kommer i slagsmål. Politiet ankommer, men Bertha, Agnes, Viktor og Thorvald lykkes at flygte fra stedet. Bertha og Thorvald tager afsted, og Viktor lægger kraftigt an på Agnes, der imidlertid reddes af Steffen. Agnes skynder sig hjem, men da hun kommer hjem, vil politiet anholde hende og moderen for tyveriet af ringen. Den ulykkelige Agnes styrter af sted ned til søen, som hun springer i for at drukne sig. Hun reddes af den unge fuldmægtig Lindahl, der er ansat hos konsulen. Han fatter interesse for Agnes og lover hende at hjælpe hende i fremtiden. Helvig har ikke opgivet at få fat i Ellinor, men han afvises af både Ellinor og konsulen. Helvig er rasende, men han sikret sig et aftryk af nøglen til pengeskabet på Lindahls kontor, og han får Viktor og Thorvald til at begå indbruddet, og de får kastet mistanken på Lindahl. Lindahl arresteres, men heldigvis har Steffen overhørt forbryderens planer, og den rette sammenhæng opklares, og Lindahl bliver løsladt. Lindahl præsenterer Agnes som sin forlovede, og konsulen gør Lindahl til sin kompagnon.

## Medvirkende
- Frederik Jacobsen, Konsul Fasting
- Ingeborg Middelboe Larsen, Ellinor, konsulens datter
- Gerhard Jessen, Fuldmægtig Lindahl
- Nicolai Brechling, Helvig, Ellinors forlovede
- Emilie Sannom, Bertha, pigen
- Ella la Cour,	Spåkone
- Gudrun Stephensen, Agnes, spåkonens datter
- Arvid Ringheim, Steffen, maler
- Lauritz Olsen, Viktor
- Valdemar Hansen, Thorvald
- Nina Millung, Røde Marie
- Axel Boesen
- Frederik Buch
- Rigmor Jerichau